# 超次元地带
《超次元地带》是一款由HAL Laboratory公司于1991年制作和发行的射击类游戏。游戏于1991年8月31日在日本地区超级任天堂发行。于1991年9月在北美地区发行。
超次元地带是一款竞速和射击游戏。游戏的目的是在射击敌人和赚取分数的同时提升等级。
Entertainment Weekly给与本游戏A的评分。